# Algo Mais (canção)
Algo Mais é uma música interpretada pela dupla Dolls. Foi lançado como terceiro single do álbum homônimo da dupla. Foi lançada em Julho e a versão do single contou com a participação especial de Thiaguinho do Exaltasamba.

## Sobre a Música
Em entrevista ao Portal PopLine da MTV a dupla falou sobre a canção:
| “ | "Algo Mais é diferente dos dois lançamentos anteriores, essa é uma balada e mostra um outro lado do nosso trabalho, pois permite explora mais nosso potencial vocal e mostra um lado mais maduro e romântico da dupla. Essa música é uma versão de uma faixa da banda mexicana La Quinta Estacion, também chamada “Algo Más”. Gravar a música em português foi uma dica apresentada pela gravadora e, quando conhecemos a banda, achamos a idéia genial. Ficamos fãs da banda." | ” |

.

## Videoclipe
O videoclipe da canção foi lançado no YouTube no dia 23 de setembro de 2009. O clipe conta com as meninas cantando a canção em uma cama e também cenas delas em uma praia. Uma versão alternativa contando com a participação de Thiaguinho também foi lançada. No segundo vídeo, só há cenas da dupla e Thiaguinho gravando a canção no estúdio.